# بنجامين لو
بنجامين لو (بالإنجليزية: Benjamin Law)‏ هو كاتب وصحفي أسترالي، ولد في 1982 في كوينزلاند في أستراليا.

## وصلات خارجية
- الموقع الرسمي